# La Forestière
La Forestière is een gemeente in het Franse departement Marne (regio Grand Est) en telt 220 inwoners (2004). De plaats maakt deel uit van het arrondissement Épernay.

## Geografie
De oppervlakte van La Forestière bedraagt 23,1 km², de bevolkingsdichtheid is 9,5 inwoners per km².
De onderstaande kaart toont de ligging van La Forestière met de belangrijkste infrastructuur en aangrenzende gemeenten.

## Demografie
Onderstaande figuur toont het verloop van het inwonertal (bron: INSEE-tellingen).